# Еџвуд (Вашингтон)
Еџвуд (енгл. Edgewood) град је у америчкој савезној држави Вашингтон. По попису становништва из 2010. у њему је живело 9.387 становника.

## Демографија
Према попису становништва из 2010. у граду је живело 9.387 становника, што је 298 (3,3%) становника више него 2000. године.
| Група             | 2000.         | 2010.         |
| Белци             | 8.313 (91,5%) | 8.269 (88,1%) |
| Афроамериканци    | 56 (0,6%)     | 98 (1,0%)     |
| Азијати           | 204 (2,2%)    | 232 (2,5%)    |
| Хиспаноамериканци | 215 (2,4%)    | 412 (4,4%)    |
| Укупно            | 9.089         | 9.387         |